# But Beautiful (album)
Pour les articles homonymes, voir But Beautiful.
But Beautiful / The Bill Evans Trio Featuring Stan Getz est un album du pianiste Bill Evans et du saxophoniste Stan Getz enregistré en 1974 et publié en 1996.

## Historique
Les titres qui composent ce disque ont été enregistrés en public au Singer Concertzaal de Laren (Pays-Bas), le 9 août 1974 (pistes 1, 2, 9, 10), et durant le festival Jazz Middelheim à Anvers (Belgique), le 16 août 1974 (autres pistes).
Cet album a été publié pour la première fois en 1996 par le label Milestone (MCD 9249-2).
Bill Evans et Stan Getz avait déjà enregistré ensemble en 1964 Stan Getz & Bill Evans (Verve Records).

## À propos des morceaux
- Stan Blues n'avait pas été prévu durant le « filage » précédant le concert. Bill Evans, vexé de se voir imposer ce blues, s'arrête de jouer au bout de quelques mesures et, selon le témoignage de la productrice Helen Keane fait signe du regard à Gómez de ne pas prendre de solo[1].
- The Peacocks. À la fin du morceau, Stan Getz joue en solo Happy Birthday to You. Ce 16 août, Bill Evans fêtait son 44e anniversaire.

D'autres titres ont été enregistrés lors de ces deux concerts sans être édités en disque[réf. nécessaire].

## Titres de l’album
| No  | Titre                           | Auteur                                            | Durée |
| --- | ------------------------------- | ------------------------------------------------- | ----- |
| 1.  | Grandfather's Waltz             | Lars Färnlöf, Gene Lees                           | 7:45  |
| 2.  | Stan Blues                      | Stan Getz, Gigi Gryce                             | 5:32  |
| 3.  | But Beautiful                   | Johnny Burke, Jimmy Van Heusen                    | 5:44  |
| 4.  | Emily                           | Johnny Mandel, Johnny Mercer                      | 5:26  |
| 5.  | Lover Man                       | Roger « Ram » Ramirez, Jimmy Davis, James Sherman | 7:50  |
| 6.  | Funkallero                      | Bill Evans                                        | 6:18  |
| 7.  | The Peacocks                    | Jimmy Rowles                                      | 6:47  |
| 8.  | You and the Night and the Music | Howard Dietz, Arthur Schwartz                     | 7:24  |
| 9.  | See-Saw                         | Cy Coleman                                        | 6:22  |
| 10. | The Two Lonely People           | Bill Evans                                        | 7:58  |

## Personnel
- Bill Evans : piano
- Stan Getz : saxophone ténor (sauf pistes 9 et 10)
- Eddie Gómez : contrebasse
- Marty Morell : batterie